# 제시 퀸
제시 퀸(Jesse Quin, 1981년 9월 3일 ~ )은 잉글랜드의 음악가로, 킨의 기타리스트이다.